# Dermatolithon
Dermatolithon, rod crvenih algi iz porodice Corallinaceae. Sastoji se od pet priznatih vrsta, ali rod se taksonomski vodi kao sinonim za Titanoderma koji pripada porodici Lithophyllaceae.

## Vrste
1. Dermatolithon ascripticium (Foslie) Setchell & L.R.Mason
2. Dermatolithon nodulosum Y.M.Chamberlain
3. Dermatolithon saxicola (M.Lemoine) Setchell & L.R.Mason
4. Dermatolithon steinitzii Me.Lemoine
5. Dermatolithon veleroae E.Y.Dawson